# Такуанды
Такуанды, или секуторы (лат.  Secutor), — род лучепёрых рыб семейства сребробрюшковых (Leiognathidae) отряда окунеобразных. Распространены в Индо-Тихоокеанской области. Максимальная длина тела представителей разных видов варьирует от 6,4 до 11,3 см.

## Описание
Тело очень или умеренно высокое, дисковидной или овальной формы, сжато с боков, покрыто циклоидной чешуёй. На груди и щеках чешуя есть или отсутствует. Вентральный профиль тела более выпуклый, чем дорсальный. Рот маленький, сильно выдвижной; при открытии вытягивается вверх. При закрытом рте нижняя челюсть располагается под углом от 85° до 90° к продольной оси тела. Зубы мелкие и слабые, нет клыковидных зубов.

## Классификация
В составе рода выделяют семь видов:
- Secutor hanedai Mochizuki & Hayashi, 1989
- Secutor indicius Monkolprasit, 1973
- Secutor insidiator (Bloch, 1787) — Такуанда, или низкотелый секутор, или крючконосая сребробрюшка
- Secutor interruptus (Valenciennes, 1835)
- Secutor mazavasaoka Z. H. Baldwin & Sparks, 2011
- Secutor megalolepis Mochizuki & Hayashi, 1989
- Secutor ruconius (F. Hamilton, 1822) — Высокотелый секутор